# Murder in Harlem
Pour plus de détails, voir Fiche technique et Distribution.
Murder in Harlem est un film de procès américain réalisé par Oscar Micheaux en 1935. Il est basé sur le procès de Leo Frank pour le meurtre de Mary Phagan en 1913. En juillet 2021, le film est présenté dans la section Cannes Classics du Festival de Cannes 2021.
C'est un remake parlant du film muet The Gunsaulus Mystery que Micheaux avait réalisé en 1921.

## Synopsis
Un afro-américain, veilleur de nuit dans une usine industriel, découvre le corps d'une femme blanche sans vie. Après avoir appelé la police, le gardien se retrouve accusé du meurtre mais lors du procès qui s'ensuit, le vrai coupable est finalement démasqué.

## Distribution
- Clarence Brooks : Henry Glory
- Dorothy Van Engle : Claudia Vance
- Andrew S. Bishop : Anthony Brisbane
- Alec Lovejoy : Lem Hawkins
- Laura Bowman : Mrs. Epps
- Bee Freeman : The Catbird
- Alice B. Russell : Mrs. Vance
- Eunice Wilson : Singer
- Lorenzo McClane : Arthur Vance
- Slick Chester : Detective

## Fiche technique
- Titre : Murder in Harlem
- Réalisation : Oscar Micheaux
- Producteur : Alice B. Russell
- Scénario : Clarence Williams
- Directeur photographie : Charles Levine
- Directeur artistique : Tony Contineri
- Son : Harry Belock et Armand Schettini
- Société de production : Charles P. Nasca
- Société de distribution : Micheaux Film
- Format : Noir et blanc
- Pays de production : États-Unis
- Genre : Drame
- Durée : 96 minutes
- Date de sortie : 1935